# 저우자오위안
저우자오위안(중국어 간체자: 周兆渊, 병음: Zhōu Zhàoyuān, 한자음: 주조연, Jimmy Zhou, 1994년 8월 13일 ~ )은 중국의 배우이며, D7소년단의 일원이다.